# 모하제르-6
모하제르-6은 이란의 드론이다.

## 역사
2018년 2월 부터 양산을 했다.
2022년 10월 3일, 우크라이나군이 러시아군이 사용중인 이란제 모하제르-6 무인기를 노획해서 공개했다. 가엠-5(Ghaem-5) TV 정밀유도폭탄이 장착되어 있었다.
무게 20 kg, 사거리 6 km의 카엠 대전차 미사일 4발을 장착한다. 카엠 대전차 미사일은 미국의 헬파이어 미사일 처럼, 적외선 유도, 레이저 유도, TV 유도 등 다양한 버전이 있다.
이륙한 기지로 다시 복귀하는 의미 작전반경(combat radius)이 2400 km나 된다.

## 부품
모하제르-6에는 일본 대기업이 생산한 카메라, 서보모터, 집적회로, 리튬이온전지 등이 탑재됐다. 일본 정부 관계자는 "드론에 쓰인 부품은 아주 정밀한 것은 아니어서 규제 대상이 아니다"라고 밝혔다.
이란제 드론 HESA 샤헤드 136을 분석했는데, 분해된 드론의 52개 부품 가운데 40개는 미국회사 13곳이 제조한 것으로 나타났다. 나머지 12개의 부품도 캐나다, 스위스, 일본, 대만, 중국 등 외국에서 제조된 것이다.

## 대한민국
2023년 1월 10일, 미 해군분석센터(CNA)의 켄 고스 선임국장은 자유아시아방송(RFA)에 2022년 12월 말 군사분계선을 넘어 서울 등 한국 영공을 수시간 비행하고도 한국 군에 격추당하지 않은 북한 무인기들이 이란제일 가능성이 높다고 밝혔다. 고스 국장은 "북한은 1990년대부터 무인기 기술을 연구해왔지만 최근 우리가 본 것과 같은 비행시간과 회피 능력을 보여주지 못했다"며 "따라서 북한은 오랫동안 국방기술 협력국인 이란으로부터 받은 무인기나 무인기 기술을 활용했을 가능성이 크다"고 말했다.